# Dunlyktört
Dunlyktört (Physalis pubescens) är en potatisväxtart som beskrevs av Carl von Linné. Enligt Catalogue of Life ingår Dunlyktört i släktet lyktörter och familjen potatisväxter, men enligt Dyntaxa är tillhörigheten istället släktet lyktörter och familjen potatisväxter. Det är osäkert om arten förekommer i Sverige.

## Underarter
Arten delas in i följande underarter:
- P. p. hygrophila
- P. p. integrifolia

## Bildgalleri

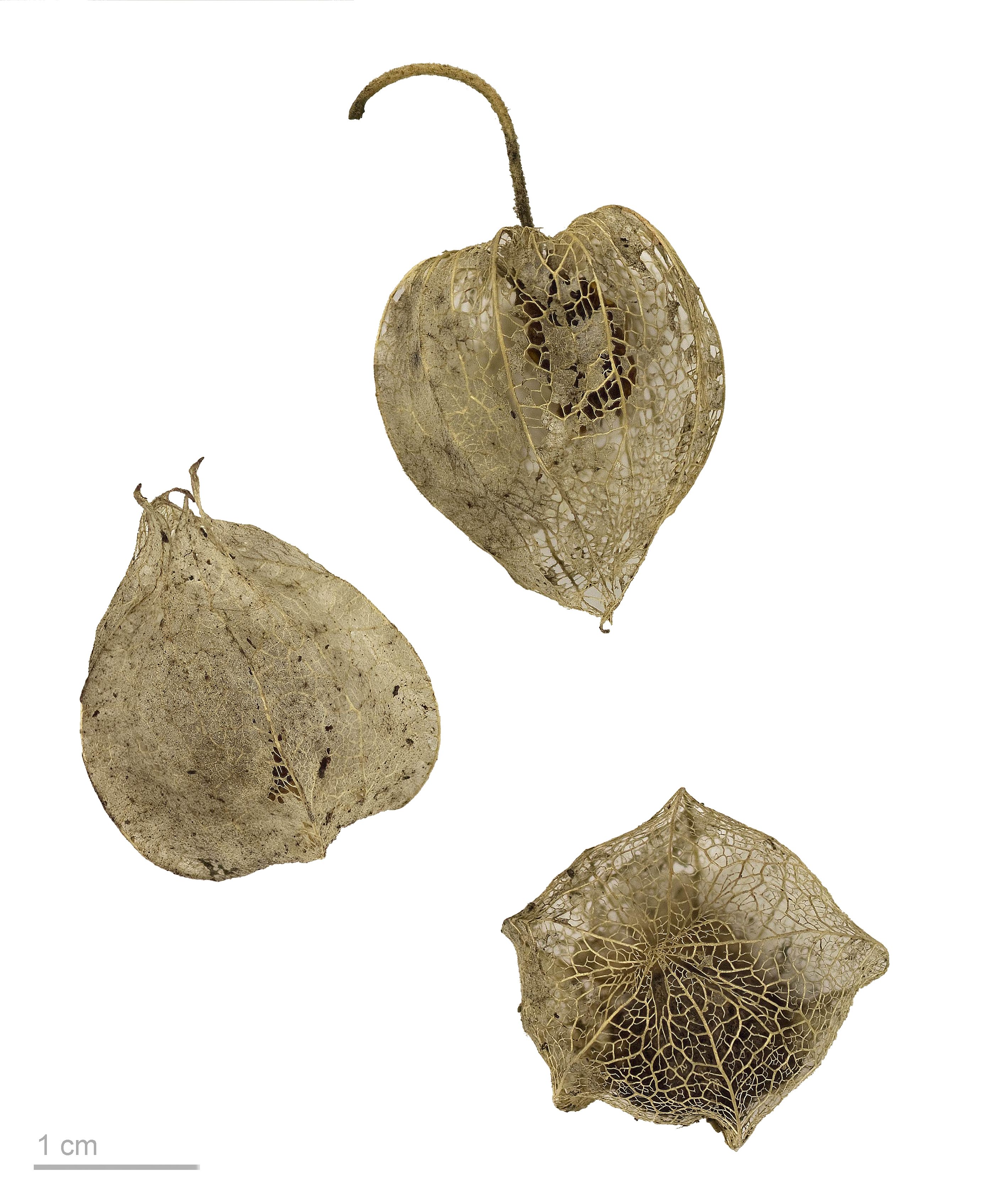